# Yvelisse Prats Ramírez
Yvelisse Prats-Ramírez Martínez de Pérez, (Santo Domingo, República Dominicana, 23 de julio de 1931, Santo Domingo, República Dominicana, 11 de octubre de 2020) fue una docente, educadora y política dominicana. Fue la primera mujer en asumir la presidencia de un partido político en América Latina.

## Historia
Prats-Ramírez nació el 23 de julio de 1931 en la ciudad de Santo Domingo, República Dominicana. Hija única del matrimonio entre Francisco Prats-Ramírez y Consuelo Martínez. Creció en un hogar intensamente intelectual en el que se daban citas grandes personalidades de la época, en tertulias vespertinas diarias y  a las que asistían, incluso, españoles refugiados de la guerra civil de España. Justo ahí conoció a Montse Bragurrea, profesor que revolucionó las matemáticas en la Universidad Autónoma de Santo Domingo (UASD), a los abuelos de Roberto Cassá, el director del Archivo General de la Nación desde el 2005, a Virgilio Díaz Ordóñez (más conocido como Ligio Vizardi) poeta romántico dominicano, y otros de igual crédito
Su padre fue alto funcionario de la era de Trujillo y ocupó el cargo de director de El Caribe, periódico oficial del gobierno en la época.  A pesar de esto, en el hogar Prats-Ramírez se criticaba fuertemente al régimen trujillista y junto con otros intelectuales, se constituyeron en opositores del gobierno.  Fueron ellos los fundadores de la sociedad cultural El Paladeom.
De niña quiso ser poeta,y escribía bajo el seudónimo “Sandra Cantilo” y desde los 8 años, Yvelisse Prats, componía versos en contra de Rafael Leónidas Trujillo, rimaban así: «General de la sangre, de la sangre y la muerte, General que no tienes en tu haber ningún bien, General de la sangre Trujillo, quién pudiera clavarte por la espalda filado puñal».
A la edad de 17 años, Prats-Ramírez contrajo matrimonio, de cuya unión nacieron sus primeros cinco hijos.[cita requerida]
Después de un tiempo, se convirtió en madre soltera y se vio en la necesidad de impartir clases en la calle para proveer el sustento necesario a sus 5 hijos, teniendo el menor de todos apenas 1 mes de nacido, y a su padre, que vivía con ella. Las precariedades de esta época de su vida no la alejaron de su convicción política.[cita requerida]
Un año más tarde contrajo nuevamente matrimonio con el abogado y periodista dominicano Mario Emilio Pérez, con quien procreó un hijo.[cita requerida]

## Trayectoria
Prats Ramírez realizó sus estudios secundarios en el Instituto de Señoritas Salomé Ureña, y luego se matriculó en la Universidad Autónoma de Santo Domingo, obteniendo su licencia en educación en (1964).
Prats Ramírez tuvo una larga trayectoria en el ámbito educativo y político de la República Dominicana. Se inició en el magisterio como instructora de enseñanza primaria y secundaria al ocupar la vacante de profesora, en el Instituto de Señoritas Salomé Ureña, del cual egresó años antes, y en el Liceo Nocturno Eugenio María de Hostos, entre 1951 y 1963.[cita requerida]
Se recibió de licenciada en Educación.
En 1963 ingresó como docente a la Universidad Autónoma de Santo Domingo institución donde, además de dictar las cátedras de Didáctica General y Pedagogía, ocupó la posición de Decana de la Facultad de Humanidades y el de directora de la Oficina de Planificación hasta 1990, labor que concluyó con su jubilación.
Su experiencia como docente le permitieron posicionarse en diferentes puestos dentro y fuera del Partido Revolucionario Dominicano (PRD), como en la vicepresidencia y la dirección académica del Instituto de Formación Política Dr. José Francisco Peña Gómez, representante de los profesores perredeístas en la Asociación Dominicana de Profesores (ADP),en 1970, y directora del Departamento Nacional de Educación del Partido.
En septiembre de 1978, Prats Ramírez fue nombrada directora de la Primera Escuela de Fotografías del PRD, patrocinada por la Fundación Friedrich Ebert y, en 1982, fue nombrada ministra de educación. Más tarde, en 1988 y 1989, ocupó el cargo de directora del Departamento de Asuntos Culturales y Docentes del PRD, una posición que fue creada por la fiesta blanca. A partir de 1996, fungió como Secretaria Nacional de Educación y Doctrina, secretaría que se creó a través de la fusión del Departamento de Educación y Doctrina. Además, trabajó como asesora de la fundación de Crédito Educativo (Fundapec) y consultora en Política Educativa del Programa de las Naciones Unidas entre 1992 y 1997.
Prats Ramírez de Pérez,en el año 1978, fue elegida diputada por el Distrito Nacional y al año siguiente  ocupó el puesto de presidenta del Partido Revolucionario Dominicano (PRD) de 1979 a 1982, y luego la vicepresidenta, en 2004, convirtiéndose en la primera mujer en República Dominicana y en toda América Latina en ser elegida presidenta de un partido político.[cita requerida]
Antes de convertirse en miembro de este partido político,  Prats Ramírez hacía militancia social en él. Esta experiencia la ha llevado a creer que es importante que los políticos experimenten algo similar para que ganen sensibilidad social.[cita requerida]
Prats Ramírez ha ocupado puestos tan relevantes como el de miembro del Comité Ejecutivo Nacional del PRD, y fue miembro de la Comisión Política del mismo.[cita requerida]
Prats Ramírez fue regente para el PRD en el Distrito Nacional durante las elecciones de 1994. Ese mismo año participó de los comicios y quedó electa regidora del Distrito Nacional. Prats Ramírez continúo ocupándose de sus tareas políticas al tiempo que organizaba seminarios, daba clases y escribía sobre temas referentes a educación y política.[cita requerida]
Tras la crisis en 2011, luego de que se dieran a conocer los resultados de la convención ordinaria para escoger al candidato presidencial, en la cual resultó ganador Mejía, hubo una confrontación entre Miguel Vargas Maldonado y el expresidente Hipólito Mejía.   Entonces, Mejía y su candidato presidencial, Luis Abinader, fueron expulsados del PRD. Algunos dirigentes tomaron la decisión de irse con ellos y Prats Ramírez  fue una de ella.
En el 2015 es fundado el Partido Revolucionario Moderno (PRM), donde Yvelisse figura entre sus fundadores y ocupó la Secretaría de Educación del mismo.[cita requerida]
Prats Ramírez fundó y ocupó la secretaría general de la Asociación de Profesores y Secretaría de Estado de Educación, Bellas Artes y Cultos entre 1982 y 1986.[cita requerida]
Su mayor orgullo y conquista fue la creación del Seguro Médico para Maestros en 1984, sin que hubiera apenas seguridad social en el país. Su motivación surgió tras haber visto a una maestra hipotecar su anillo de boda para la realización de procedimiento quirúrgico de parto, una cesárea.[cita requerida]
Sus ensayos, generalmente sobre asuntos didácticos y políticos, han contribuido a la formación de varios educadores dominicanos.[cita requerida] Trabajó como columnista en el Periódico Listín Diario.[cita requerida]
Falleció el domingo 11 de octubre en la ciudad de Santo Domingo a sus 89 años

## Obras publicadas
Algunas de sus obras se utilizaban como libros de texto en los cursos ofrecidos por el PRD, dentro de los cuales destaca:[cita requerida]
- Diagnóstico de la Realidad Educativa Dominicana. (Ediciones UASD).
- Por la Educación, Ensayos y Conferencias, (Colección Educación y Sociedad No. 16 UASD).
- Los días difíciles (Ensayos y Artículos) (dos tomos).
- Necesaria Existencia. Poemas.
- Animación Sociocultural, Teoría y Práctica. (Ediciones del Ministerio de Cultura).
- Políticas de Profesionalización Docente. (Ediciones del Programa de Naciones Unidas para el Desarrollo, (PNUD).
- El Verbo de una Gestión. (Editora Taller).
- Perfiles Académicos Profesionales del Docente. (Ediciones UASD).
- Fundamentos del Socialismo Democrático. (Ediciones Militancia).

## Premios y reconocimientos
[cita requerida]
- Obtiene la medalla de oro que daba el grado 33 amazónico para la mejor estudiante de la promoción
- La Órdenes de Andrés Bello, República de Venezuela.
- La Órdenes de Francisco Miranda, República de Venezuela.
- Doctorado honoris causa, Universidad Interamericana, 1985.
- Orden de Duarte, Sánchez y Mella, en el grado de Gran Cruz, Placa de Plata, República Dominicana. 1986.
- Botón de Oro Paul Harris, Rotary Internacional, 1998.
- Reconocimiento como profesora distinguida por el Consejo Universitario, Universidad Autónoma de Santo Domingo, 2002.
- Doctorado honoris causa, Universidad del Caribe, 2003.
- Premio Gallo de Oro a la Educación, 2010.
- Reconocimiento como maestra y escritora por el Ministerio de Educación, Feria del Libro, 2011, República Dominicana.